# Musique moderne
 (juillet 2011).
Si vous disposez d'ouvrages ou d'articles de référence ou si vous connaissez des sites web de qualité traitant du thème abordé ici, merci de compléter l'article en donnant les références utiles à sa vérifiabilité et en les liant à la section « Notes et références ».

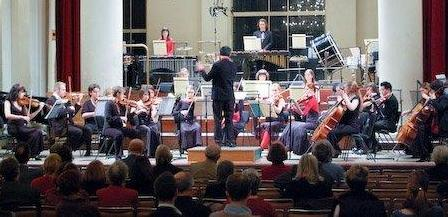
L'Alvarez Chamber Orchestra est une organisation basée à Londres qui se consacre à la promotion et à l'interprétation de la musique classique contemporaine.

On désigne souvent par musique moderne la musique savante composée pendant la première partie du XXe siècle, le terme de musique contemporaine pouvant s'appliquer à la deuxième moitié. On regroupe donc sous cet intitulé des compositeurs aussi différents que Claude Debussy, Erik Satie, le « Groupe des Six », Igor Stravinsky, Béla Bartók, Alexandre Scriabine, Georges Enesco, George Gershwin, Richard Strauss, Maurice Ravel, Arnold Schönberg, Jean Sibelius...
Seule la chronologie est significative, car cette période n'a pas d'unité de style : elle est au contraire celle de la floraison d'expériences et d'esthétiques diverses et souvent opposées, en particulier dans le cadre de la trialité « musique tonale — musique modale — musique atonale » qui se développe à cette époque ; certains compositeurs resteront cependant et parfois volontairement à l'écart des évolutions en cours.

## Tournant duXXesiècle
À la fin du XIXe, Franz Liszt, Richard Wagner, Anton Bruckner, Gustav Mahler et Richard Strauss, parmi d'autres, ont grandement contribué à l'affranchissement des règles de l'écriture tonale qui caractérise la musique moderne. Toutefois on s'accorde souvent à faire de Claude Debussy (1862-1918), un point de départ important de la musique moderne. Dans sa création, il conçoit une véritable rupture dans l'écriture du discours musical, qui non seulement s'affranchit des contraintes tonales, mais pose aussi les premières pierres de la musique séquentielle (procédé que l'on retrouvera souvent dans la musique concrète ou électronique…). En proposant une musique faite de successions d'impressions son Prélude à l'après-midi d'un faune ébauche une musique qualifiée d'impressionniste en comparaison avec le mouvement pictural du même nom.

### Bouleversement harmonique
Parvenus aux confins de l’exploration harmonique et stylistique de la musique romantique, une partie importante des compositeurs de ce début du siècle a essayé de se défaire des systèmes de construction a priori, et de purifier l’écoute de la musique de ses éternels couplages entre tensions et détentes que la tonalité lui avait inculquées. On retrouve, par exemple, chez Ravel ou Debussy, la modalité que l'on avait abandonnée à l'apparition de la musique baroque. 
Mais ce sera surtout avec Arnold Schönberg que, peu à peu, se délitèrent les consonances harmoniques auxquelles les auditeurs étaient habitués : en commençant par créer des superpositions de deux tonalités puis trois et ce jusqu'à arriver à un système d'atonalité totale (Pièce pour piano, op 11, 1909). Avec son Pierrot lunaire, Schönberg s'affranchira du thématisme cher aux romantiques et inventera le sprechgesang, méthode de diction entre la parole et le chant. Il ira encore plus loin dans sa pensée, considérant qu'il n'y a aucune définition valable de la dissonance avec le dodécaphonisme sériel dont il partage la paternité avec Berg et Webern ; les compositions sérielles sont fondées sur des séries de 9 à 12 notes de la gamme chromatique et sur une horizontalité totale de l'écriture. À eux trois, ils fonderont ce qui deviendra la seconde école de Vienne, cherchant une "cassure" avec les usages de la précédente période musicale. D'autres compositeurs se sont immiscés dans cette aventure de l'atonalité : on citera par exemple la Symphonie n° 2 de Sergueï Prokofiev, dite « du fer et de l'acier », et Arthur Honegger qui proposait des procédés se démarquant de la seconde école de Vienne (cf. son opéra Antigone).

### Espace-temps
Comme on l'a vu, Debussy instaura un nouveau paradigme d'écriture musicale en définissant le temps comme succession d'impressions au lieu d'un développement linéaire. La rythmique en elle-même sera revue et enrichie. Dans le Sacre du printemps (1913) d'Igor Stravinsky, les rythmes sont scandés, syncopés, mélangés en remettant au goût du jour la polyrythmie délaissée après le Moyen Âge et une succession de temps forts. Charles Ives avait aussi exploré la même année la polyrythmie dans son Quatuor à cordes n°2 sans avoir connaissance des travaux de Stravinsky.

### Musique marquée par l’époque
Au lendemain de la révolution industrielle, l'art a parfois dû s'adapter à la technologie, mais il a aussi su s'en nourrir. En 1919, Léon Theremin invente le Théréminvox, un des premiers instruments électroniques encore utilisés de nos jours pour certaines pièces créées spécialement à son attention. En 1923, on crée Pacific 231, mouvement symphonique dit urbaniste d'Honegger, dont le sujet est la locomotive à vapeur éponyme. En 1928 sont inventées les ondes Martenot, instrument électronique nommé d'après son concepteur, qu'Edgar Varèse, précurseur en musique électronique, inclut la même année dans America. De nombreux compositeurs l'utiliseront : Charles Koechlin, Honegger dans Jeanne d'Arc au bûcher, Olivier Messiaen dans la Turangalîla-Symphonie… En 1933, Varèse avait déjà l'intention d'ouvrir un studio de musique électronique.
L'époque moderne permit aussi des enrichissements grâce aux apports de différentes cultures ; la musique occidentale se nourrit aux techniques harmoniques et/ou parfois rythmiques des musiques africaines et asiatiques ainsi que des folklores régionaux et nationaux. Debussy avait été frappé, lors de l'exposition universelle de Paris en 1889 — du côté modal de la musique indonésienne (voir Gamelan). Il dit dans des lettres s'en être inspiré pour écrire sa propre musique.[réf. souhaitée]
Le jazz eut une influence considérable sur les compositeurs américains, mais aussi européens comme Ravel, Milhaud (la création du monde), Kurt Weill, Schulhoff, Gershwin... Les États-Unis deviendront peu à peu et pour diverses raisons (exils dus aux persécutions nazies et soviétiques, meilleure accessibilité aux progrès techniques…) l'un des principaux centres d'activité de la musique classique, détrônant la vieille Europe. Certains compositeurs comme Igor Stravinsky, Arnold Schönberg, Edgar Varèse et Darius Milhaud iront vivre cette entreprise américaine et beaucoup enseigneront dans de prestigieuses écoles comme la Juilliard School of Music ou le conservatoire national de New York ; cette période verra aussi naître et se développer une grande partie des orchestres américains les plus réputés.

## Mouvements
Beaucoup des nouvelles approches musicales sont aujourd'hui désignées par un nom spécifique.
Certains noms de mouvement désignent une technique de composition musicale pure : l'atonalité, le dodécaphonisme, le sérialisme. D'autres désignent une intention expressive ou figurative, et ont le nom de mouvements littéraires ou picturaux nés à cette période et auxquels les compositeurs voulurent ainsi donner un prolongement musical : le symbolisme, le primitivisme, le futurisme. Certains mouvements peuvent réunir partiellement d'autres mouvements : le sérialisme dodécaphonique. Certains compositeurs connurent différentes périodes : Schönberg passa de la musique tonale post-romantique, à l'atonal puis au dodécaphonisme. L'assignation de certains mouvements à  certaines compositions ou certains compositeurs demeurent aussi problématiques, soit que les critiques ne sont pas d'accord, soit même que le compositeur refuse ce nom : ainsi Debussy aurait contesté être impressionniste, et son Prélude à l'après-midi d'un faune qui marquerait le début de la modernité en musique est aujourd'hui analysé comme relevant de la même esthétique symboliste que le poème de Mallarmé qui l'a inspiré ; de même Schönberg aurait refusé le nom atonal. 
Ces mouvements sont, par ordre alphabétique :
- Atonal
- Bruitisme
- Dodécaphonisme
- Expressionnisme
- Folklorisme
- Futurisme
- Impressionnisme
- Néo-classicisme
- Pointillisme
- Post-romantisme
- Primitivisme
- Sérialisme
- Surréalisme
- Symbolisme

Simultanément à ces mouvements, certains compositeurs sont rassemblés sous un nom : 
- soit pour désigner un style musical de base commun qu'ils ont développé : Seconde école de Vienne
- soit pour désigner un réseau d'amis, réalisant parfois des œuvres communes mais exprimant moins un mouvement musicale commun qu'un mouvement culturel de génie musical : Groupe des six, qui composa collectivement Les Mariés de la tour Eiffel.

## Compositeurs marquants

### Allemagne
- Richard Strauss (1864-1949)
- Paul Hindemith (1895-1963)
- Carl Orff (1895-1982)
- Kurt Weill (1900-1950)

### Argentine
- Alberto Ginastera (1916-1983)

### Autriche
- Gustav Mahler (1860-1911)
- Arnold Schönberg (1874-1951)
- Alban Berg (1885-1935)
- Anton Webern (1883-1945)

### Brésil
- Heitor Villa-Lobos (1887-1959)

### Espagne
- Manuel de Falla (1876-1946)

### États-Unis
- Charles Ives (1874-1954)
- Edgar Varèse (1883-1965)
- George Gershwin (1898-1937)
- George Antheil (1900-1959)
- Aaron Copland (1900-1990)
- Samuel Barber (1910-1981)

### Finlande
- Jean Sibelius (1865-1957)

### France
- Claude Debussy (1862-1918)
- Maurice Ravel (1875-1937)
- Albert Roussel (1869-1937)
- Erik Satie (1866-1925)
- Arthur Honegger (1892-1955)
- Darius Milhaud (1892-1974)
- Francis Poulenc (1899-1963)
- Georges Auric (1899-1983)
- Louis Durey (1888-1979)
- Germaine Tailleferre (1892-1983)
- Lili Boulanger (1893-1918)

### Hongrie
- Béla Bartók (1881-1945)
- Zoltán Kodály (1882-1967)

### Italie
- Ferruccio Busoni (1866-1924)
- Ottorino Respighi (1879-1936)
- Gian Francesco Malipiero (1882-1973)
- Alfredo Casella (1883 -1947)

### Mexique
- Carlos Chávez (1899-1978)
- Silvestre Revueltas (1899-1940)

### Pologne
- Karol Szymanowski (1882-1937)

### Roumanie
- Georges Enesco (1881-1955)

### Royaume-Uni
- Ralph Vaughan Williams (1872-1958)
- Gustav Holst (1874-1934)
- Benjamin Britten (1913-1976)

### Russie
- Alexandre Scriabine (1872-1915)
- Igor Stravinsky (1882-1971)
- Sergueï Prokofiev (1891-1953)
- Dmitri Chostakovitch (1906-1975)
- Aram Khatchatourian (1903-1978)

### République tchèque
- Bohuslav Martinů (1890-1959)
- Alois Hába (1893-1973)